# Aegis Defenders
『Aegis Defenders』（イージス ディフェンダーズ）は、アメリカのインディーゲームスタジオGUTS Departmentが開発しHumble Bundleより発売されたゲームソフト。

## 概要
強大な威力を持つとされる古代の巨大兵器「イージス」を巡り、遺物探索を行う「ルインハンター」の女性クルウや老翁バートたちと、一帯を支配するインドラ帝国との抗争が描かれる。本作のゲームシステムは、サイドビューの横スクロールアクションゲーム要素と拠点を守るタワーディフェンス要素を融合させた仕組みを特徴としている。
開発は、ディレクターのBryce Khoらが通っていた大学での課題として始まり、ソニー・コンピュータエンタテインメント発売のソフト『アンチャーテッド』シリーズでかつてリードデザイナーを務めていた大学講師のRichard Lemarchandの支援を受けながら進められた。その後、大学卒業後の2014年7月31日から9月4日の期間にKickstarterを用いたクラウドファンディングが実施され、14万5815ドルの資金が集まった。そのKickstarterのページでは、影響を受けた作品として、スクウェア・エニックス発売のソフト『ファイナルファンタジーVI』『クロノ・トリガー』やスタジオジブリのアニメ映画『もののけ姫』が挙げられている。

## システム
本作は1人プレイと2人同時プレイに対応している。操作キャラクターはゲームの進行により最大4人になるが、プレイヤーの人数より多い場合はキャラクターを切り替えながらプレイすることになる。非操作キャラクターは、操作キャラクターに追従するか特定の場所に留まって攻撃などを行うかの2つの行動パターンを選択できる。
各ステージの多くは、前半のアクションゲームパート「タンケンフェーズ」と後半のタワーディフェンスパート「ボウエイフェーズ」がセットになっている。
「タンケンフェーズ」は一般的な横スクロールアクションゲームの形式で、一部のパズル的な仕掛けを解きつつ「ボウエイフェーズ」が行われる地点への到達を目指す。道中には、敵を攻撃する設営物の作成に用いるリソース（素材）やステージクリア後の報酬にかかわる遺物などが配置されている。
「ボウエイフェーズ」は、敵に備えて準備をする「セツエイフェーズ」と敵が現れる「シュウゲキフェーズ」を1ウェーブ（1セット）とし、これが一定回数繰り返される。「セツエイフェーズ」では、一定時間内で設営物の建設やリソースの収集を行う。時間切れ前にフェーズを終了すると時間の長さに応じて金銭を得られる。「シュウゲキフェーズ」では、周囲のゲートから敵が次々と現れ拠点へ向けて進撃し、拠点に到達すると拠点のハート（ライフ）が1減少する。全てのウェーブが終了した時点で拠点のハートが1つ以上残っていれば勝利となる。クリア後には遺物の取得状況や拠点のハートの残り数等に応じて報酬が得られる。
操作キャラクターの武器・設営物と全ての敵には、ブルー、イエロー、レッド、パープルの4色いずれかの属性が設定されている。対応する色の武器や設営物で敵を攻撃すると通常の3倍のダメージを与えることができる。一部の設営物は複数の色属性に対応している。
ステージ開始前の拠点では、対価を支払うことにより、武器・設営物の追加・強化やステータスのアップを行うことができる。また、後述のように他のゲームソフトからゲストキャラクターが登場することもある。

## 登場人物

### 操作キャラクター
各キャラクターが用いる2種類の武器と1種類の特殊能力についても記述する。武器のカッコ内表記は色属性。
クルウ (Clu)
ルインハンターとして活動する女性。両親はおらずバートに幼少期から育てられた。インドラの領地でイージスを発見して以降、度々聞こえてくる謎の声に悩まされる。
- バーストライフル（ブルー） - 直線上に弾を発射する。
- クリティカル弓（レッド） - 重力が反映された軌道で矢を発射する。チャージ後に放つと飛距離が伸びる。
- バックステップ - 後方に素早く下がり、同時に即時チャージされる。空中で用いると逆に前方へわずかに進む。

バート (Bart)
ルインハンターとして活動する老翁。孫娘としてクルウを育ててきたが、クルウの幼少期の出来事について多くを語ろうとしない。
拠点では、設営物の追加や強化を行うことができる。
- ハンマー（イエロー） - 近接武器。攻撃ヒット時に敵がわずかにノックバックする。作成中の設営物を叩くと完成時間が早まり、設置済みの物を叩くと耐久度が回復する。
- ショベル（ブルー） - 近接武器。作成中の設営物を叩くと完成時間が早まるほか、通常は3回攻撃を当てて取得するリソースを1度の攻撃で取得できる。
- ガード - その場でほとんどの攻撃を防ぐことができる。

カイム (Kaiim)
女神カンゼオン（Kanzeon）を信奉する僧。凶暴化した生物をクルウたちと撃退したことを機に行動を共にする。
拠点では、ライフやアイテム所持数を増やすアイテムを提供している。
- 炎の杖（レッド） - 弾むように飛ぶ火球を発射する。
- オービタルロッド（パープル） - 複数の球体が特殊な軌道で辺りを飛ぶ。
- ウィズドロー - その場で無敵になり、同時に周囲のリソースを引き寄せる。

ズーラ (Zula)
ネレイス砂漠で活動する盗賊団の女頭領。かつては王女の身分だった。インドラの皇帝ホザイにさらわれた妹のシュレイヤ（Shreya）の奪還に協力する形でクルウたちが同行する。カイムは若かりし頃の自身の師であり元恋人でもある。
- シュリケン（パープル） - 重力が反映された軌道で手裏剣を投げる。攻撃ボタンを押し続けている間に飛び続け、離すと手元に戻ってくる。投げた際に地形や地面に当たると刺さる。戻る際は地形を貫通するほか攻撃力が高い。
- トゲトゲ爆弾（イエロー） - 敵に吸着する爆弾を前方に放り投げる。攻撃ボタンを離したタイミングか一定時間経過により爆発する。
- ダッシュ - 地上や空中で前方に素早くダッシュする。

### その他のキャラクター
アンバー (Amber)
遺物の買い取りを行う「鉄くず屋」の女性。巷では美しく才気ある商人と噂されている。
通常は拠点で武器を販売しているが、一部ステージでは、アンバーが操縦する移動店舗機などがボウエイフェーズの護衛対象となる。
コボ (Kobo)
インドラの領地でクルウたちが出会った小型ロボット。イージスのことを「ご主人サマ」と呼び、イージスの動力源となるオーブ「イコル」のもとへクルウたちを導く。
旧式コボ (Inferior Kobo)
インドラの領地でクルウたちが出会った旧式のコボ。定型句の音声のみを発し、コボのような言葉のやり取りはできない。
拠点では、各ステージで入手した遺物が表示される「遺物ビューア」と、Kickstarter支援者の名前が表示される中で敵を倒すミッションを行う「創造者の殿堂」の2つのモードを選択できる。
ニック (Nick)
拠点に時折現れアイテムを販売する男性。アンバーに好意を抱いている。
ホザイ (Hozai)
インドラの皇帝。バートの弟。
かつて人々を支配していた「死なず」（The Deathless）と呼ばれる神々を殺し、神ではなく人間による統治を掲げ支持を集めているが、一方で自身の考えに従わない者たちを次々に殺害し、力による支配を続けている。

### ゲストキャラクター
アンバーから特定の武器を購入した際、拠点に以下の別ゲームのキャラクターが登場し物語の本筋とは異なるサブクエストが発生する。これらは特定のキャラクターを操作するタンケンフェーズのみで構成され、ステージ内には特殊なギミックが含まれている。
ショベルナイト (Shovel Knight)
ショベル型の武器「ショベルブレード」を手にした騎士。ヨットクラブゲームズ開発のソフト『ショベルナイト』のキャラクター。
「運命の塔」へ向かう途中で道に迷い、同じくショベルを扱うバートに協力を依頼する。
専用ステージでは、バートがショベルの先端を下向きにしてブロックを破壊したり泡の上を跳ねたりする技を駆使しながら攻略することになる。
ダープル・ゾーク (Derpl Zork)
四足歩行のメカに搭乗している生命体。Ronimo Games開発のソフト『Awesomenauts』のキャラクター。
常人には理解不能な言葉で話すため、メカに搭載されたインターフェース（Specialized Universal Secretary Interface）が代わりに応対する。そうした中、何故か言葉を理解できるカイムが要請に応じて探索を行う。
専用ステージでは、カイムがダープル・ゾークのメカに乗り降りしながら進む。このメカは、短時間のホバリングや前方からのネコ型弾の発射を行う機能を持つ。
ルネイス (Lunais)
時を操る能力を持つ女性。Lunar Ray Games開発のソフト『Timespinner』のキャラクター。原作日本語版での名前表記は「ルーネ」。
ラキエム帝国打倒の旅を続ける中で時代を誤ってクルウたちの拠点に来てしまい、元の時代へ戻る「タイムゲート」を探すべく周囲の地形に詳しいズーラに協力を求める。
専用ステージでは、ズーラの背後から巨大な球が転がってくる状況が終始続き、これに触れると即ミスとなる。

## 評価
- 2018 SXSW Gaming Awards 「Gamer's Voice Award」ノミネート[11]